# 668-й ночной ближнебомбардировочный авиационный полк
668-й ночной ближнебомбардировочный авиационный полк — воинская часть вооружённых сил СССР в Великой Отечественной войне. Также может встретиться название 668-й  ближнебомбардировочный ночной авиационный полк, 668-й ближнебомбардировочный авиационный полк, 668-й лёгкий бомбардировочный авиационный полк, 668-й лёгкобомбардировочный авиационный полк, 668-й авиационный полк ночных бомбардировщиков, 668-й авиаполк

## История
В составе действующей армии с 21 января 1942 года по 23 июля 1943 года, всего 549 дней.
Формирование полка проходило в Искитиме в течение октября — ноября 1941 года. Основой для формирования полка послужили кадровый состав 31-й Новосибирской военной авиационной школы (31 НВАШ) и учебные самолёты Р-5. В ноябре 1941 года  на аэродроме Искитим личный состав полка отрабатывал ночные полёты.
27 ноября 1941 года со станции Бердск полк в составе 2-х эскадрилий, укомплектованных материальной частью из 20 самолётов Р-5, убыл на фронт. Эшелон двигался по маршруту Ишим, Омск, Свердловск, Сарапул, Казань, Шатура, Александров, Ростов, Ярославль, Вологда, станция Обозерская куда прибыл 30 декабря 1941 года. С момента создания и по январь 1942 года находился в составе Сибирского военного округа. На 01 января 1942 года состоял в Резерве Ставки ВГК.
До 15 января 1942 года на станции Обозерская были собраны и облётаны 17 самолётов Р-5 и У-2.
С 21 января по май 1942 года полк входил в состав ВВС 14-й армии, базировался на аэродроме Африканда, в частности производил ночные бомбардировки аэродрома Алакуртти и штаба бригады СС «Норд» в Кестеньге. В мае 1942 года полк включён в состав ВВС 26 армии. Бомбил железнодорожную станцию и штаб 1-й финской пехотной дивизии в Медвежьегорске и аэродром Гирвас.
В июне 1942 года был переведён в состав ВВС 32-й армии.
С июля по август 1942 года, с увеличением продолжительности светового дня, полк производил ремонт материальной части на станции Обозерская. Одновременно лётный состав полка занимался теоретической учёбой по бомбометанию, штурманскому и стрелковому делу, осваивал на практике полёты под колпаком. 
С августа по сентябрь 1942 года полк продолжил ночные боевые действия по станции Медвежьегорск, аэродромам Гирвас и Тикшозеро. На 22 октября 1942 года в составе полка оставалось 14 самолётов Р-5, из них 2 неисправных. 
С сентября по ноябрь 1942 года первая эскадрилья полка была оперативно подчинена ВВС 26-й армии, вторая ВВС 19-й армии. Обе эскадрильи действовали по переднему краю на Кандалакшском и Кестеньгском направлениях Карельского фронта.
В апреле 1943 года полк оперативно подчинялся 258-й смешанной авиационной дивизии. 14 и 19 апреля производил ночные вылеты с бомбардировкой аэродромов Луостари, Маятало, уничтожая самолёты противника и блокируя аэродромы противника, тем самым пресекая действия ночной авиации противника по порту Мурманск во время разгрузки транспортных кораблей союзников. Также вёл разведку дороги Наутси-Сальмиярви-Петсамо-Титовский мост.
В конце апреля 1943 года выведен в резерв и направлен на аэродром Кондоручей на переформирование. 
За период с января 1942 года по апрель 1943 года полк выполнил 1282 ночных вылетов на Р-5, уничтожил и повредил 45 самолётов, 2 ангара, 72 автомашины, 47 бараков, 11 складов с боеприпасами, 2 штаба, 2 паровоза, 6 вагонов, 70 землянок, 6 зенитных батарей, 13 полковых орудий, уничтожил до 3 рот солдат.
За этот же период полк понёс боевые потери: 12 человек лётного состава и 6 самолётов Р-5.
23 июля 1943 года переформирован в 668-й штурмовой авиационный полк.

## Подчинение
| Дата            | Фронт (округ)     | Армия               | Корпус | Дивизия                                    | Примечания                                                                      |
| --------------- | ----------------- | ------------------- | ------ | ------------------------------------------ | ------------------------------------------------------------------------------- |
| 01.01.1942 года | Резерв Ставки ВГК | -                   | -      | -                                          | -                                                                               |
| 01.02.1942 года | Карельский фронт  | 14-я армия          | -      | -                                          | -                                                                               |
| 01.03.1942 года | Карельский фронт  | 14-я армия          | -      | -                                          | -                                                                               |
| 01.04.1942 года | Карельский фронт  | 14-я армия          | -      | -                                          | -                                                                               |
| 01.05.1942 года | Карельский фронт  | 26-я армия          | -      | -                                          | -                                                                               |
| 01.06.1942 года | Карельский фронт  | 32-я армия          | -      | -                                          | -                                                                               |
| 01.07.1942 года | Карельский фронт  | 32-я армия          | -      | -                                          | -                                                                               |
| 01.08.1942 года | Карельский фронт  | 32-я армия          | -      | -                                          | -                                                                               |
| 01.09.1942 года | Карельский фронт  | 32-я армия          | -      | -                                          | оперативное подчинение: 1-я эскадрилья – 26-я армия 2-я эскадрилья – 19-я армия |
| 01.10.1942 года | Карельский фронт  | 32-я армия          | -      | -                                          | оперативное подчинение: 1-я эскадрилья – 26-я армия 2-я эскадрилья – 19-я армия |
| 01.11.1942 года | Карельский фронт  | 32-я армия          | -      | -                                          | оперативное подчинение: 1-я эскадрилья – 26-я армия 2-я эскадрилья – 19-я армия |
| 01.12.1942 года | Карельский фронт  | 7-я воздушная армия | -      | 260-я бомбардировочная авиационная дивизия | -                                                                               |
| 01.01.1943 года | Карельский фронт  | 7-я воздушная армия | -      | 260-я бомбардировочная авиационная дивизия | -                                                                               |
| 01.02.1943 года | Карельский фронт  | 7-я воздушная армия | -      | 260-я бомбардировочная авиационная дивизия | -                                                                               |
| 01.03.1943 года | Карельский фронт  | 7-я воздушная армия | -      | 260-я смешанная авиационная дивизия        | -                                                                               |
| 01.04.1943 года | Карельский фронт  | 7-я воздушная армия | -      | 260-я смешанная авиационная дивизия        | оперативное подчинение: 258-я смешанная авиационная дивизия                     |
| 01.05.1943 года | Карельский фронт  | 7-я воздушная армия | -      | 260-я смешанная авиационная дивизия        | -                                                                               |
| 01.06.1943 года | Карельский фронт  | 7-я воздушная армия | -      | 260-я смешанная авиационная дивизия        | -                                                                               |
| 01.07.1943 года | Карельский фронт  | 7-я воздушная армия | -      | 260-я смешанная авиационная дивизия        | -                                                                               |

## Командиры
- капитан, майор Архипенко Тимофей Николаевич

## Комиссар полка, заместитель командира полка по политической части
- батальонный комиссар, майор Петранин Иван Максимович

## Базирование
| Период времени        | Место базирования                                                     |
| 15.01.1942-01.05.1942 | аэр. Африканда                                                        |
| 01.05.1942-00.10.1942 | аэр. Белое море, Кица                                                 |
| 01.07.1942-01.08.1942 | ст. Обозерская                                                        |
| 01.09.1942-01.11.1942 | ? (1-я эскадрилья)                                                    |
| 01.09.1942-01.11.1942 | ? (2-я эскадрилья)                                                    |
| 20.09.1942-25.03.1943 | аэр. Белое море                                                       |
| 00.10.1942-00.04.1943 | аэр. Мурмаши                                                          |
| ?-14-19.04.1943       | аэр. Шонгуй                                                           |
| 19.04.1943-23.07.1943 | аэр. Кондоручей (в районе дер. Ендогуба Беломорского района, Карелия) |

## Вооружение
Самолёты Р-5 и У-2 (По-2)